# تاكافومي إيواساكي
تاكافومي إيواساكي (باليابانية: 岩崎貴文؛ بالكانا: いわさき たかふみ) هو ملحن ومغني وعازف قيثارة ياباني، ولد في 29 أغسطس 1976 في كوماموتو في اليابان.

## وصلات خارجية
- الموقع الرسمي
- تاكافومي إيواساكي على موقع ميوزك برينز (الإنجليزية)